# Naturschutzgebiet Bockhorst
Das Naturschutzgebiet Bockhorst ist ein 64 Hektar umfassendes Naturschutzgebiet in Mecklenburg-Vorpommern. Es wurde 1994 unter Schutz gestellt und befindet sich etwa einen Kilometer östlich der Stadt Güstrow. Der Gebietszustand ist gut, wobei der derzeitige Artenreichtum nach langjähriger militärischer Nutzung ohne Pflegemaßnahmen von der Sukzession verdrängt werden würde. Das Naturschutzgebiet ist nach EU-Recht als Bestandteil des FFH-Gebiets Bockhorst ausgewiesen.

## Historie

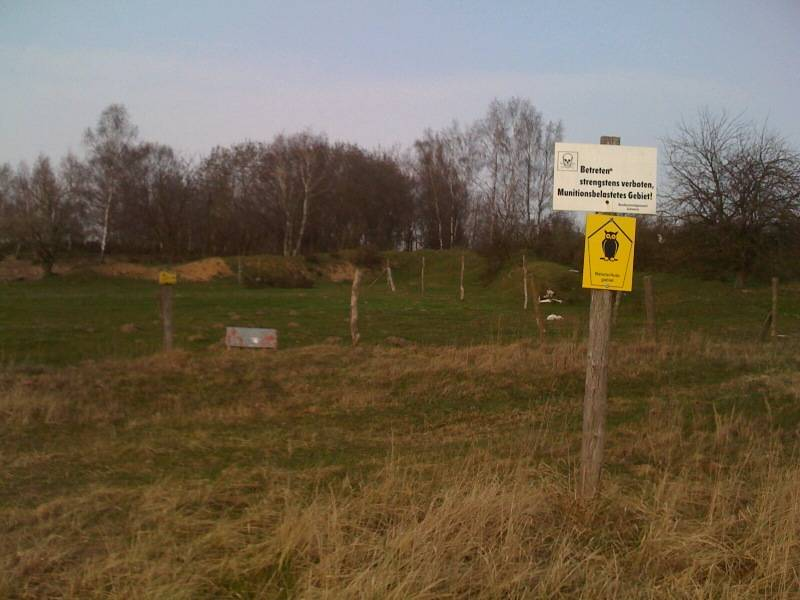
Südliche Grenze des NSG

Auf der Wiebekingschen Karte von 1786 wird das Gebiet als vollständig bewaldet gekennzeichnet. Möglicherweise rührt von daher der Name Bockhorst, der im Niederdeutschen Buchenwald bedeutet. Die Flächen wurden im 19. Jahrhundert gerodet und beweidet. Außerdem wurde kleinflächig Kies abgebaut. Ab 1930 begann die militärische Nutzung des Gebietes, die bis 1991 anhielt. Die Flächen dienten als Panzerübungsgelände und Aufschlagstelle der Panzergranaten, wofür sich zahlreiche Belege noch heute finden lassen. Eine landwirtschaftliche Nutzung fand nicht statt, wobei in den letzten Jahren die Flächen zu Pflegemaßnahmen mit Heckrindern und Konik-Pferden beweidet wurden.

## Pflanzen- und Tierwelt
Im Gebiet kommen Zwergstrauch-Feuchtheiden mit den charakteristischen Arten Glockenheide, Gewöhnliches Kreuzblümchen und Teufelsabbiss vor. Neben Kleingewässern lassen sich verschiedene Ausprägungen von Wiesen des trockenen und feuchten Milieus finden, wie Magerrasen, Borstgrasrasen und Pfeifengraswiesen. Die Wiesen werden im Rahmen der natürlichen Entwicklung des Gebiets von Gebüschen wie Besenginster verdrängt.
Typische Brutvögel der Offenlandschaft sind Rebhuhn, Braunkehlchen, Dorngrasmücke, Schafstelze und Neuntöter. Weiterhin sind Schmetterlinge mit Tagfaltern wie Kleines Ochsenauge, Komma-Dickkopffalter, Wegerich-Scheckenfalter und Violetter Waldbläuling sowie Heuschrecken mit dem stark gefährdeten Warzenbeißer hervorzuheben.